# Empire perse
 (juillet 2025).
Si vous disposez d'ouvrages ou d'articles de référence ou si vous connaissez des sites web de qualité traitant du thème abordé ici, merci de compléter l'article en donnant les références utiles à sa vérifiabilité et en les liant à la section « Notes et références ».
Pour les articles homonymes, voir Perse.
552 avant J.-C. – 11 février 1979
(2531 ans
avec des interruptions lors des conquêtes
hellénistique, parthe, musulmane, timouride...)
Entités précédentes :
- Royaume mède, Empire assyrien, Élam, Babylone

Entités suivantes :
- République islamique d'Iran

La formule Empire perse désigne une série d’États qui se sont développés à partir du territoire de l’actuel Iran, dont le centre politique et culturel se trouve dans ce qu'il est convenu d’appeler la Perse, exonyme tiré du mot iranien Pārs ou Fārs désignant la région du centre-sud de l’Iran.
Le plus vaste de ces États est entre 520 et 333 avant notre ère l'Empire achéménide (Xšāça), qui s'étend de la Thrace au nord-ouest à l’Inde au sud-est et de l’Égypte au sud-ouest à l’Asie centrale au nord-est, dont les souverains Cyrus le Grand, Darius Ier et Xerxès Ier sont les plus connus.
Au IIIe siècle, sous la dynastie sassanide, apparaît le mot Ērān ou Ērānšahr, qui signifie « pays des Aryens », traduit aussi par « pays des Iraniens ». Ērān, cité dans l’Avesta, est un terme indo-iranien de la période védique qui signifie « le meilleur » et a été utilisé comme endonyme par les aristocrates Indo-Iraniens (fait très courant historiquement : en celte aussi kelt signifie « le meilleur » et en grec aristocrate signifie « pouvoir des meilleurs »). Ērān a aussi été utilisé par les Indiens antiques pour se référer à la région géographique connue sous le nom d’Āryāvarta ou « Aryanie », à cheval sur les actuels Iran et Afghanistan ; c’est aussi l’étymologie de la région appelée Haryana en Inde. Ērān est la source étymologique du nom de pays Iran et de la désignation des langues iraniennes.

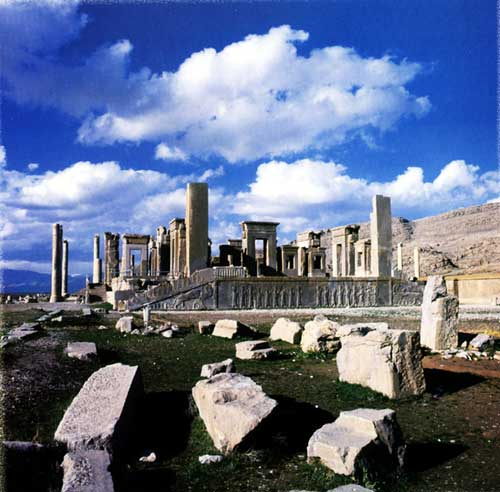
Persépolis, la principale capitale de l’Empire achéménide.

À l'étranger, le nom de « Perse » est utilisé pendant encore une décennie après que le chah Reza Pahlavi a changé par décret en 1935 le nom du pays en « État impérial d'Iran » ; la forme monarchique de l'État perdure jusqu’en 1979.

## Vue d'ensemble

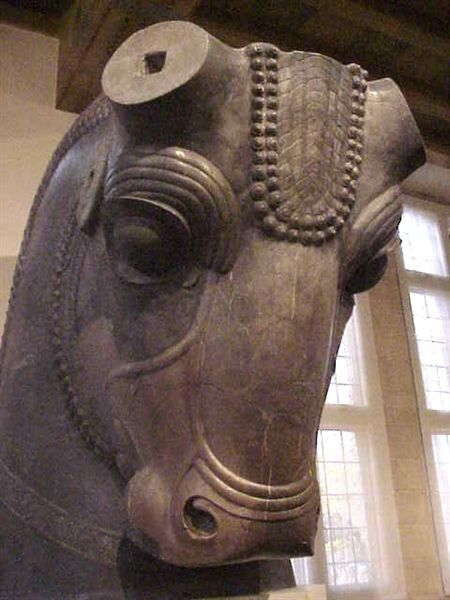
Tête de taureau, Persépolis,, Institut oriental de Chicago.

La forme monarchique des États « perses » successifs perdure jusqu'en 1979 et la Révolution iranienne, soit 2531 années d'existence sans compter la période mède antérieure. Mais le terme « Perse » est, comme son homologue irakien « Mésopotamie », plus géographique qu'historique, tant est grande la diversité des États qui se sont succédé dans ce vaste périmètre. Tous n'ont pas eu une élite « perse », notamment après la conquête de l'Empire achéménide par le roi de Macédoine Alexandre le Grand au IVe siècle av. J.-C., par les Parthes dans la seconde moitié du IIIe siècle av. J.-C., par les Arabes musulmans au VIIe siècle, par Gengis Khan au XIIIe siècle et par Tamerlan au XIVe siècle. Mais, de même que la langue et la civilisation chinoises ont absorbé les conquérants de la Chine, les « Perses » ont « iranisé » leurs conquérants, tout en s’imprégnant de leurs cultures, notamment sur le plan religieux lorsqu’ils ont adopté l’islam au VIIe siècle. Ils continuent aujourd’hui à parler le persan, et une petite minorité célèbre encore les fêtes zoroastriennes, ancrées dans le patrimoine culturel au fil des siècles.

## La Perse achéménide

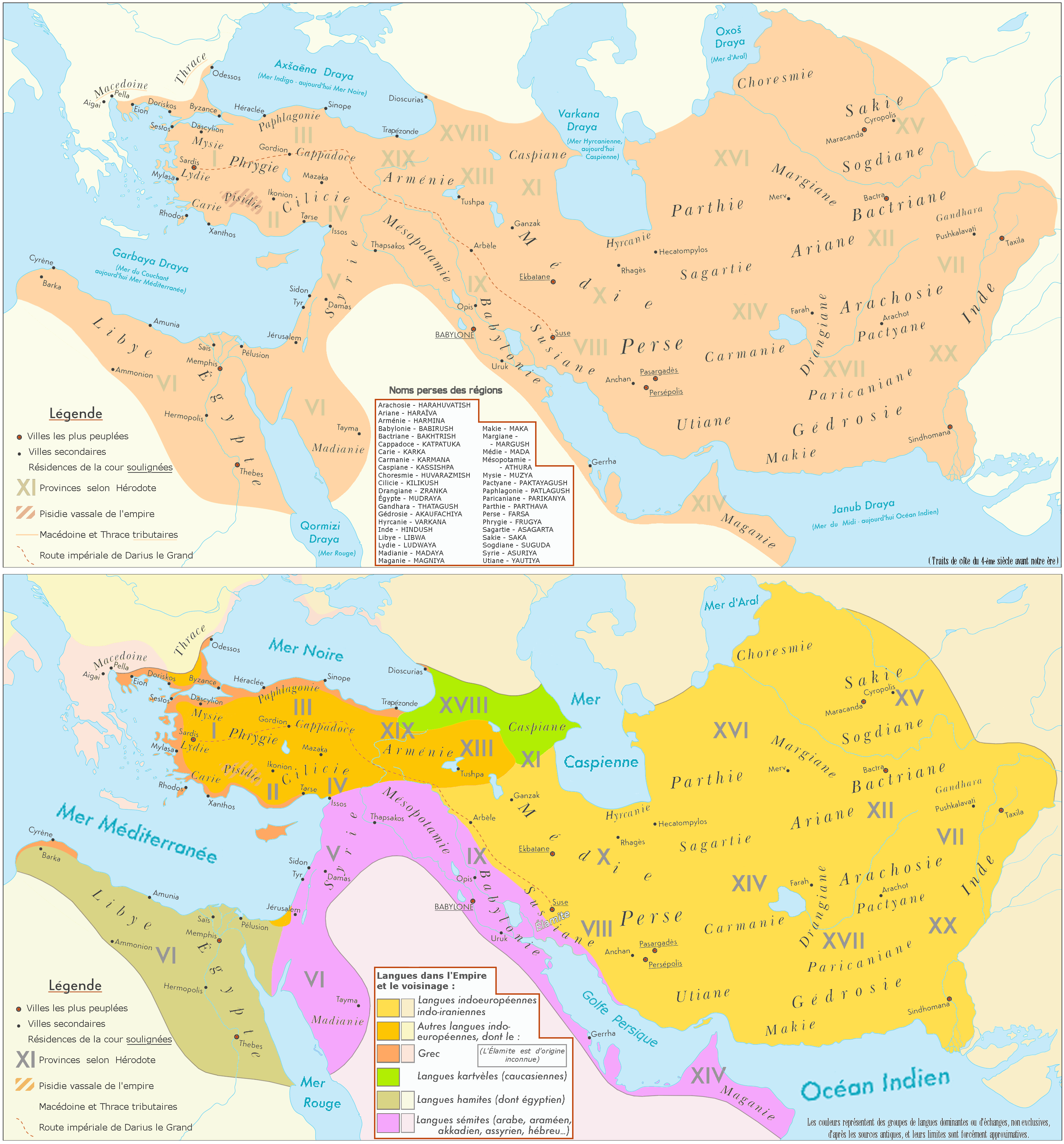
L'Empire achéménide dans sa plus grande extension territoriale, sous le règne de Darius (522 à 486 av. J.-C.).

Au Xe siècle av. J.-C. le plateau iranien est peuplé par les Mèdes au nord-ouest et par les Indo-Iraniens (ou Aryens) au nord-est et dans le Fars.

### Le royaume mède (750-552)
Autour de 750 av. J.-C., dans le nord-ouest de l'actuel Iran, Déjocès fonde le premier royaume mède, dont la capitale est Ecbatane.
En 612 av. J.-C., les Mèdes s'emparent de Ninive, provoquant la chute de l’Empire assyrien. La « Perse », au sud, est une région vassale du royaume mède, dont elle est culturellement et linguistiquement proche. Les Grecs donneront longtemps aux Perses le nom de « Mèdes ».

### Le règne de Cyrus le Grand et le début des Achéménides (552-529)
L'histoire de l'Empire perse proprement dit commence en 552 av. J.-C. lorsque la Perse devient un royaume indépendant sous le roi Cyrus II, véritable fondateur de la dynastie achéménide. Celui-ci est désormais l'égal des Mèdes, mais il reste leur allié fidèle, et c'est ensemble qu'ils vont construire un empire qui va s'étendre à tout le Moyen-Orient, de la mer Égée et de l'Égypte à l'ouest jusqu'à l'Inde et à l'Afghanistan à l'est.
En 538 av. J.-C., selon la Bible, Cyrus II conquiert Babylone et met fin à l'exil des Juifs en Mésopotamie.
Cyrus, mort en 528, a pour successeur Cambyse II jusqu'en 522.

### Le règne de Darius (522-486) et la première guerre médique
Le mage Gaumata usurpe le pouvoir se faisant passer pour Bardiya, frère du défunt, mais il est exécuté par des généraux menés par Darius.
Durant son règne, une voie royale pavée de 2 683 km et pourvue d'auberges (hānh) et de fortins (adghān) situés à une journée de marche les uns des autres, est construite entre Suse et Sardes. Elle sert durant les guerres contre les Grecs.
En 490, l'armée perse est battue à Marathon, à 40 km d'Athènes, par une coalition de Grecs.
Il meurt quatre ans plus tard et Xerxès lui succède.

### Xerxès (486-465) et la seconde guerre médique
En 482, Xerxès fait face à une révolte à Babylone. Il fait détruire les temples de la ville, notamment l'Esagil.
Il se rend ensuite à son tour en Grèce pour la deuxième guerre médique, accompagné d'une flotte en grande partie fournie par les cités grecques d'Ionie vassales des Perses et par les Phéniciens.
En 480, il bat les Spartiates aux Thermopyles, ce qui lui ouvre la route vers Athènes et l'Attique qu'il ravage. Mais les Grecs détruisent la flotte perse à Salamine et Xerxès doit battre en retraite. L'armée perse est battue sur terre à Platées en 479.
Xerxès est assassiné en 465 ; son fils Artaxerxès lui succède.

### LeVesiècleav. J.-C.
En 459, les Grecs, après avoir aidé les Égyptiens qui se sont insurgés contre la domination perse, sont mis en fuite et se barricadent dans une île du delta du Nil. La paix de Callias intervient après dix ans de guerre. Elle se conclut par un traité de paix entre les cités grecques, dont Athènes, et les Achéménides.
L'Égypte recouvre une forme d'indépendance en 404.

### Artaxerxès II et Artaxerxès III (401-338)
En 401, Artaxerxès II bat son frère Cyrus le Jeune à Counaxa. La guerre à l'ouest reprend.
Tissapherne, satrape de Lydie et de Carie est vaincu en 396 par Agésilas II, roi de Sparte. Les Achéménides, Sparte et leurs alliés grecs respectifs signent en 386 la paix d'Antalcidas ou « paix du Roi », reconnaissant les droits d'Artaxerxès sur toute l'Asie et Chypre, les droits d'Athènes sur les îles de Skyros, d'Imbros et de Lemnos, et l'autonomie des îles grecques et des cités ioniennes.
Plusieurs satrapes entrent en rébellion contre le pouvoir central en 370, mais ils sont matés.
Artaxerxès III meurt, assassiné par Bagoas, son eunuque favori, en 338, ouvrant une période d'incertitude.

### Darius III et la défaite face à Alexandre
Darius III lui succède.
En 334, Alexandre le Grand, roi de Macédoine, débarque en Anatolie pour libérer les cités grecques d'Ionie de la tutelle perse. Il bat l'armée perse à la bataille du Granique.
Darius III est vaincu en 333 à la bataille d'Issos puis en 331 à la bataille de Gaugamèles. L'Empire achéménide prend fin lorsqu'Alexandre prend le titre de roi d'Asie. Darius est assassiné par Bessos.

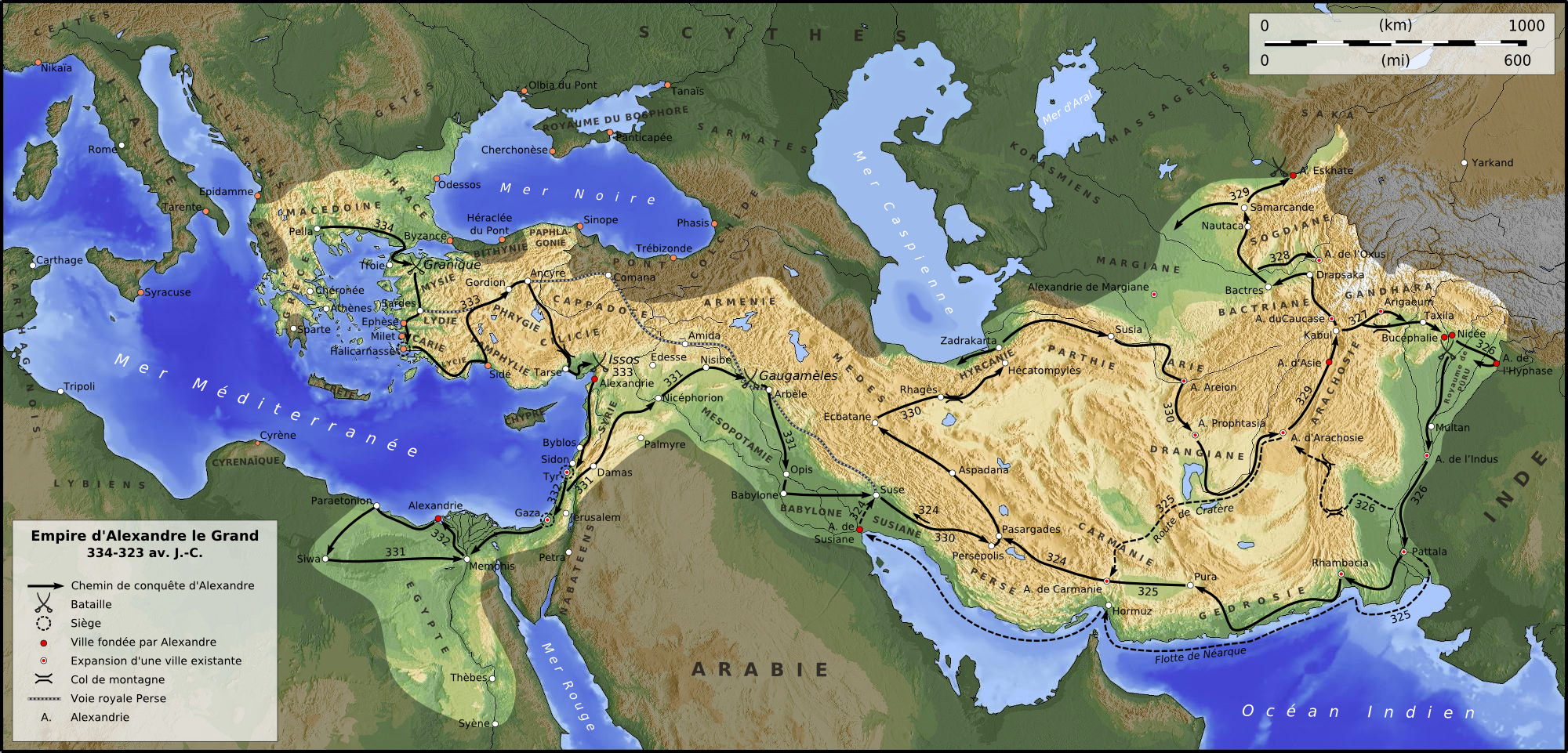
Les conquêtes d'Alexandre le Grand.

## Du règne d'Alexandre le Grand à la conquête musulmane (331 avant notre ère - 637)

### Le règne d'Alexandre le Grand (331-323) et le partage de l'empire macédonien
Après la mort d'Alexandre en 323, qui marque le début de ce qu'on appelle l'époque hellénistique, son empire est partagé entre les Diadoques (accords de Babylone puis accords de Triparadisos).

### L'empire des Séleucides
En 312, Séleucos, fondateur de la dynastie séleucide, s'empare de la Perside et de la Médie. Il prend le titre royal vers 305. Fidèle au projet d'Alexandre, les Séleucides prônent une fusion des élites grecques et perses, comme en témoigne le mariage de Séleucos et Apama.

### L'Empire parthe (129 avant notre ère - 227)
Les Parthes, un peuple cavalier iranien de l'est de la mer Caspienne, s'établissent à partir de 247 av. J.-C. dans les satrapies de Haute Asie, puis ils occupent la Perse et la Mésopotamie définitivement à partir de 129 av. J.-C.. Ils reprennent à leur compte la notion d'« empire perse » pour cinq siècles, et leurs rois arsacides affronteront longuement sur leur frontière occidentale l'Empire romain.

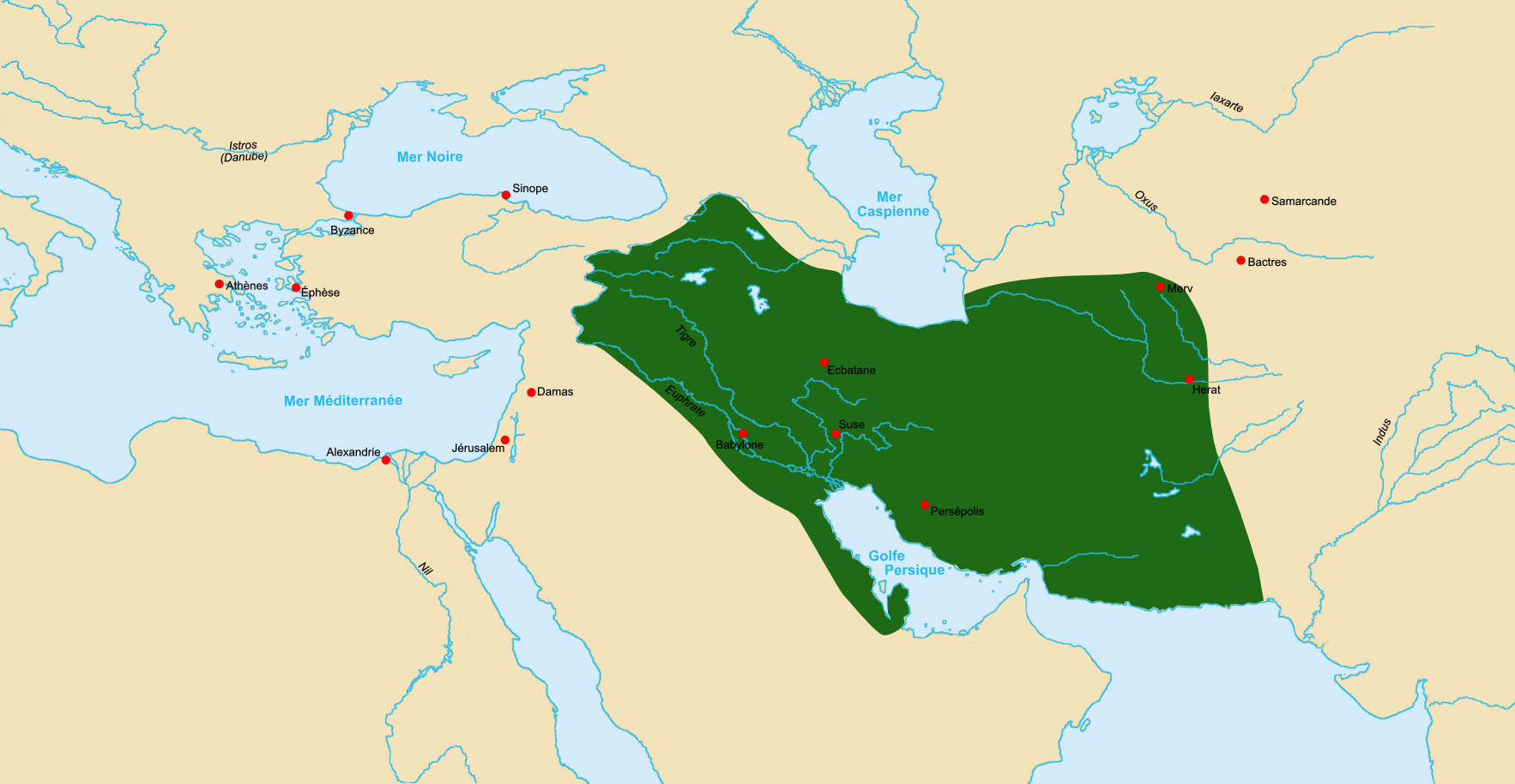
L'Empire parthe en 60 av. J.-C.

### L'empire des Sassanides (à partir de 227)
Ardachîr, un noble perse mazdéen met fin à l'Empire parthe. En 211, il mène campagne contre celui-ci, unifie la Perse en 224, renverse en 226 le dernier arsacide Artaban V et fonde en 227 une nouvelle dynastie perse, celle des Sassanides.
Le prophète Mani commence à prêcher sa doctrine religieuse en 242, sous le règne de Chapour.
Au cours de ses guerres contre les Romains, Chapour capture leur empereur Valérien en 259 ; mais Rome refuse de verser la rançon demandée et Valérien meurt en captivité.
En 297, le Sassanide Narses évince le roi Tiridate IV d'Arménie, puis signe l'année suivante un traité avec Rome, partageant l'Arménie et la Mésopotamie avec eux. C'est le début de l'Arménie sassanide.
Les doctrines de Zoroastre sont recueillies dans l’Avesta en 332, sous le règne de Chapour II.
La guerre avec Rome reprend de 337 à 350 et se déroule principalement en Mésopotamie, en Arménie et en Asie Mineure.

### Antiquité tardive (vers 350--637)
En 350, au début de l'Antiquité tardive, les Huns blancs envahissent la Perse et l'Inde. Contre Rome, Shapur II envahit la Syrie et prend la ville romaine d'Amida après une dure bataille en 359. À son tour, l'empereur romain Julien envahit la Perse et défait les Perses devant les murs de leur capitale, Ctésiphon, en 363. Après un quart de siècle d'affrontements sanglants et épuisants pour les deux camps, le romain Théodose et le perse Shapur III signent en 387 la paix d'Acilisène qui reprend les termes du traité déjà élaboré 90 ans plus tôt. En 399, Yazdgard monte sur le trône de Perse : il est tolérant envers toutes les religions, y compris le christianisme (principalement nestorien en Perse) et entretient de bonnes relations avec les Romains. D'ailleurs Théodose II, empereur romain d'Orient, et le roi Vahram V de Perse consolident la paix par un nouveau traité en paix 422.
En 430, les Huns hephtalites, établis en Asie centrale, attaquent la Perse. La paix avec Rome est rompue en 506 en Mésopotamie, puis rétablie. Sur le plan social, Mazdak définit la doctrine du mazdakisme en 516. Sur le plan religieux et culturel, la Perse accueille des juifs chassés d'Alexandrie par les débuts de l'intolérance chrétienne, et les derniers maîtres de la philosophie grecque, chassés d'Athènes par la fermeture en 529 de l'école de philosophie de cette ville. Mais elle réprime durement le mouvement collectiviste de Mazdak en 531, année où Khosro monte sur le trône perse et règne jusqu'en 579.
L'année suivante, face aux envahisseurs venant de la steppe eurasienne (Avars, Khazars, Onoghours, Alains, etc.), l'Empire byzantin alloue à la Perse 3 548 kg d'or pour fortifier le Caucase. En 561, l'empereur Justinien signe un nouveau traité avec Khosro Ier, précisant la frontière entre la Perse et l'empire d'Orient à travers la Géorgie, l'Arménie, la Mésopotamie et la Syrie, et versant à la Perse un tribut annuel en échange de la paix pour 50 ans. Mais en 589 Khosro Ier est déposé par une mutinerie militaire et il s'enfuit à Constantinople, pour demander de l'aide. De 590 à 628 règne sur la Perse Khosro II, mais lui aussi est renversé en 591 et c'est l'empereur byzantin Maurice qui le rétablit sur son trône. En retour, Maurice reçoit d'importantes territoires en Arménie.
En 600, outre les traditionnelles norias, des moulins à vent sont utilisés en Perse pour l'irrigation. La guerre reprend avec les «Roumis» (Romains d'Orient) en 627 : l'empereur byzantin Héraclius, allié aux Khazars, parvient devant Ninive et anéantit l'armée perse. Le règne de Yazdgard III (Yazad’karta), dernier roi sassanide de Perse, dure de 632 à 651. En 632, dans le croissant fertile, le calife Abou Bakr soumet les tribus arabes révoltées. Il progresse vers la Syrie et la Perse en 634. La fin de la Perse pré-islamique intervient en 637 lorsque le Califat islamique anéantit l'armée perse à la bataille d'al-Qadisiyya. Les Perses devenus musulmans seront désormais appelés « Persans » à l'étranger.

## La Perse musulmane

### Moyen Âge

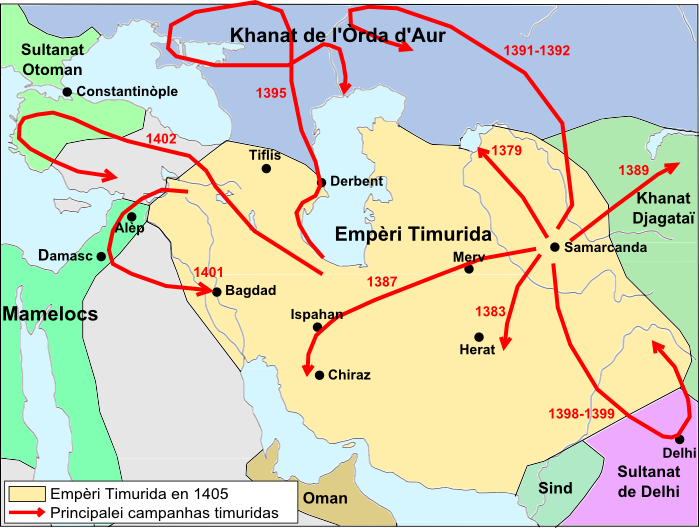
L'empire timouride en 1405.

Au Moyen Âge, sur le plan culturel et scientifique, Muvaffak écrit en 975 un traité de pharmacologie ; l'écrivain et savant Omar Khayyam (1048-1131) est connu dans tout le monde musulman. En 1055 les Turcs seldjoukides, sunnites, nombreux dans les armées du Califat abbasside, s'emparent de Bagdad. Houlagou Khan, petit-fils de Gengis Khan, entame en 1251 la conquête de la Perse : il forme l'Ilkhanat de Perse à partir de 1256. Aux Ilkhanides succèdent à partir de 1405 les Timourides, dynastie de Tamerlan. L'Empire timouride s'effrite en 1447, laissant les beylicats d'Anatolie et les émirats de Perse, d'Afghanistan, d'Asie centrale et d'Inde du Nord reprendre leur indépendance.

### Époque moderne
En Perse, la dynastie safavide commence en 1502 avec Ismail ; le chiisme devient la religion d'État et l'est resté jusqu'à présent (2025).
En 1571 naît Abbas Ier le Grand, chah de Perse, mort en 1629. Sous son règne (1585-1622), la paix est signée avec les Turcs Ottomans à l'ouest en 1590 tandis qu'à l'est les Ouzbeks sont repoussés en 1598 à Herat. Abbas fait d'Ispahan sa capitale et l'orne de monuments, bassins et fontaines. En 1623, il prend Bagdad aux Ottomans. Il meurt en 1629.

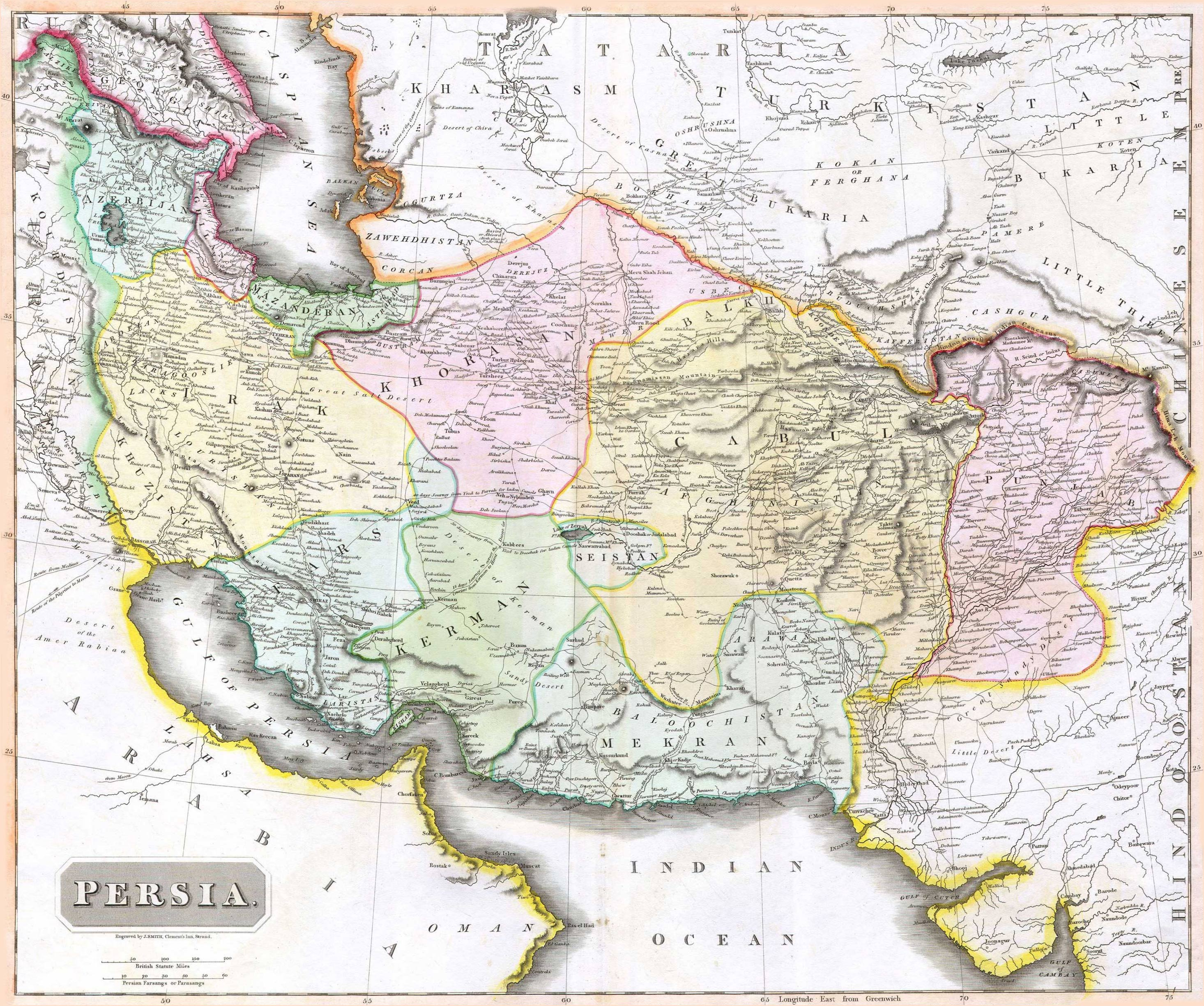
Carte de l'Empire perse sous la dynastie Kadjar en 1814 par le géographe anglais Thompson.

En 1709 les émirs afghans se soulèvent contre le pouvoir persan et ils forment un État afghan indépendant, qui profite de l'affaiblissement persan pour y imposer en 1722 son contrôle, qui dure jusqu'en 1730. Nader Chah fonde en 1736 la dynastie afcharide qui étend l'influence persane sur l'Inde du nord-ouest (actuel Pakistan) jusqu'en 1747. La Perse occupe aussi durant dix ans (1737-1747) l'Afghanistan, où vivent des populations chiites, les Hezâreh, et des sunnites iranophones, les Hératis et les Tadjiks. Le dari, langue afghane, est très proche du persan.

### Époque contemporaine
Agha Mohammad Khan fonde la Dynastie Kadjar en 1794 ; elle règne sur la Perse jusqu'en 1925. La première guerre russo-persane de 1804-1813 permet à l'Empire russe d'enlever à la Perse plusieurs territoires dans le Caucase, au Daghestan, en Azerbaïdjan et en Géorgie orientale. À la fin de la seconde guerre russo-persane de 1826-1828, la Russie s'empare encore de l'actuelle Arménie.
En 1901, les britanniques achètent une concession de forage pétrolier pour 60 ans en Perse. En 1925, la Perse change son nom officiel en « État impérial d'Iran » qui finira par être internationalement adopté en 1934, l'État restant monarchique jusqu'au renversement du dernier chah Mohammad Reza Pahlavi en mars 1979, huit ans après avoir organisé une fastueuse célébration du 2 500e anniversaire de la fondation de l'empire perse.

## Voir aussi

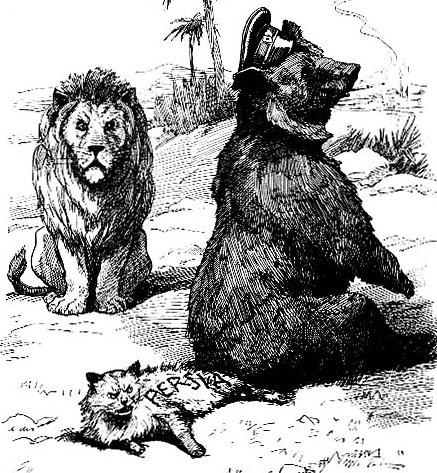
Le chat persan entre le lion anglais et l'ours russe : dessin allégorique de 1911 illustrant les ambitions rivales des Britanniques et des Russes en Iran, qui se concrétisent par l'invasion anglo-soviétique de l'Iran en 1941.

## Frise chronologique
|  |